# Jaap Schilder (The Cats)
Jaap Schilder (Volendam, 9 januari 1943) is een Nederlands musicus. Hij werd bekend als gitarist en pianist van The Cats. Hij wordt wel de 'oudste rocker van Volendam' genoemd. Hij componeerde alleen of samen vijfentwintig nummers die door The Cats op plaat gezet werden gezet.

## Biografie

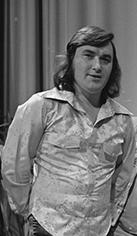
Toppop, 1974

Schilder vormde samen met zijn neef Piet Veerman het duo The Everly Kosters, toen hij door Arnold Mühren en Cees Veerman werd gevraagd zich aan te sluiten bij Electric Johnny & The Skyriders. Hij ging akkoord wanneer ook de andere helft van The Everly Kosters, Piet Veerman, mee zou komen, wat ook gebeurde. Op een gegeven moment splitste het viertal zich af en gingen ze door als de Mystic Four. Hun naam wijzigden ze later in The Blue Cats en vervolgens in The Cats, terwijl ondertussen Theo Klouwer zich als nieuwe drummer bij hen aansloot.
Voor The Cats speelde hij voornamelijk gitaar en zette hij akkoorden onder veel nummers. Verder had hij een hoog stemgeluid in de achtergrondzang van veel songs. Hij is met een paar maanden verschil de oudste muzikant van The Cats en wordt daarom ook wel de 'oudste rocker van Volendam' genoemd. In de autobiografie The Story Of... noemde Piet Veerman hem ook wel 'De belangrijkste Cat'.
Medio jaren zeventig kondigden ze aan te stoppen en ook Schilder kwam in deze tijd met een soloalbum, die in verhouding tot de platenverkopen van de band weinig succesvol waren. Daarna kwamen ze weer bij elkaar en brachten ze de single uit met de toepasselijke titel We should be together.
In die tijd speelde hij ook mee op een elpee Rhythm And Booze, van G.T. Walls, in feite een studioproject van Jip Golsteijn. In 1979 was hij sessiegitarist voor het album Boys + Girls van de formatie Streetbeats van Jan Rot. Toen The Cats in 1980 opnieuw uit elkaar lagen, kwam hij nogmaals met een elpee, Absence makes the heart grow fonder, als Jay Coster, samen met Tanya (Anja van Scherpenseel). De nummers werden geleverd door Golsteijn.
Na het einde van The Cats was hij metselaar en gaf hij daarnaast gitaarles. In de jaren negentig vormde hij met toetsenist Jan Keizer drie jaar lang een duo; tweestemmig, met Schilder op gitaar en Keizer op toetsen.
In 1998 werd hij tijdens een vakantie in Venetië getroffen door een beroerte die hem bijna fataal werd. Hierna leerde hij zich weer opnieuw spelen en trad hij ook nog enkele malen op.
Op 23 maart 2006 werd hij samen met The Cats-leden Piet Veerman, Cees Veerman en Arnold Mühren opgenomen in de Orde van Oranje Nassau.

## Discografie
Naast de volgende albums speelde hij mee op het soloalbum van Cees Veerman uit 1976, Another side of me.

### Albums
- 1976: Stay ashore, lp
- 2004: Stay ashore, dubbel-cd met het album Another side of me van Cees Veerman
- 1980: Absence makes the heart grow fonder, lp: als Jay Coster, samen met zangeres Tanya (Anja van Scherpenseel)
- 2012: Absence makes the heart grow fonder, cd inclusief bonustracks

## Composities
Schilder schreef zesentwintig nummers, alleen en samen met anderen, die The Cats op elpee en single uitbrachten, waaronder samen met Piet Veerman het nummer Let's go together (1973) dat als single werd uitgebracht en op nummer 7 terechtkwam van de Top 40. Met Karel Hille schreef hij een van de kerstnummers van The Cats, Christmas war.
Alleen componeerde hij voor B-kanten Mandy my dear (1969, geschreven voor zijn dochter), How could I be so blind (1967), The greatest thing (1970) en Call me (1985); samen met anderen waren dat Linda (1973), Looking back over my yesterday (1976), Nashville (1978), Silent breeze (1983), Classical waves (1984), Latin lovers (1984) en Canción de la sierra (1984). De titel van Mandy my dear (1969) ontleende hij aan de naam die hij had voorbestemd voor zijn eerste dochter die toen nog geboren moest worden.
Verder schreef hij nog vijftien nummers die alleen op elpees van The Cats verschenen. Zijn nummers keerden later vele malen terug op verzamelalbums van The Cats.
Daarbij schreef hij acht nummers voor zijn soloalbum Stay ashore uit 1976, en twee nummers voor het album Another side of me van Cees Veerman dat eveneens in 1976 verscheen.

### Single uit zijn pen
| Single met eventuele hitnotering(en) in de Nederlandse Top 40 | Datum van verschijnen | Datum van binnenkomst | Hoogste positie | Aantal weken | Opmerkingen            |
| ------------------------------------------------------------- | --------------------- | --------------------- | --------------- | ------------ | ---------------------- |
| Let's go together                                             | 1973                  | 02-06-1973            | 7               | 7            | Samen met Piet Veerman |